# 457 (số)
457 (bốn trăm năm mươi bảy) là một số tự nhiên ngay sau 456 và ngay trước 458.